# Heliconius juntanus
Heliconius juntanus är en fjärilsart som beskrevs av Riffarth 1900. Heliconius juntanus ingår i släktet Heliconius och familjen praktfjärilar. Inga underarter finns listade i Catalogue of Life.